# Cronologia dos Three Stooges
Esta é uma cronologia do grupo cômico norte-americano Three Stooges, conhecido como Os Três Patetas.
- 1895: Nasce Shemp Howard (nascido Samuel Horwitz) em Brooklyn, Nova Iorque (17 de março).[1]
- 1896: Nasce Ted Healy (nascido Charles Ernst Lee Nash) em Kaufman, Texas (1 de outubro).[2]
- 1897: Nasce Moe Howard (nascido Moses Harry Horwitz) em Bensonhurst, Nova Iorque (19 de junho).[3]
- 1902: Nasce Larry Fine (nascido Louis Feinberg) em Filadélfia, Pensilvânia (5 de outubro).[4]
- 1903: Nasce Curly Howard (nascido Jerome Lester Horwitz) em Brooklyn, Nova Iorque (22 de outubro).
- 1907: Nasce Joe Besser em St. Louis, Missouri (12 de agosto).[5]
- 1909: Nasce Curly Joe DeRita (nascido Joseph Wardell) em Filadélfia, Pensilvânia (12 de julho).[6]
- 1922: Ted Healy casa-se a primeira esposa, Elizabeth "Betty" Braun em Indianápolis, Indiana (5 de junho).[2]
- 1923: Shemp Howard casa-se com Gertrude Frank.[7]
- 1925: Moe Howard casa-se com Helen Schonberger, a prima de Harry Houdini (7 de junho).[8]
- 1926: Larry Fine casa-se com Mabel Haney.[7]
- 1930: Lançado o primeiro filme do grupo Ted Healy and His Stooges formado por Ted, Moe, Larry e Shemp, Soup To Nuts (28 de setembro).[9]
- 1932: Joe Besser casa-se com a dançarina Erna Kay (nascida Erna Dora Kretschmer) (18 de novembro).[5]
- 1933: Lançados os filmes do grupo do mesmo nome formado por Ted, Moe, Larry e Curly, Nertsery Rhymes (6 de julho), Beer and Pretzels (26 de agosto), Hello Pop! (16 de setembro), Plane Nuts (14 de outubro), Meet the Baron (20 de outubro), Dancing Lady (24 de novembro) e Myrt and Marge (4 de dezembro).[10]
- 1934: Lançados os filmes de curta-metragem do grupo anterior, Hollywood on Parade (30 de março), The Big Idea (12 de maio) e os de longa-metragem Fugitive Lovers (5 de janeiro) e Hollywood Party (1 de junho). Lançados os filmes curtas-metragens do primeiro grupo The Three Stooges formado por Moe, Larry e Curly, Woman Haters (5 de maio), Punch Drunks (13 de julho), Men in Black (28 de setembro) e Three Little Pigskins (8 de dezembro).
- 1935: Curly Joe DeRita casa-se com Bonnie Brooks no Condado de Cuyahoga, Ohio (13 de julho).[11]
- 1936: Ted Healy casa-se com sua segunda esposa, Alma Elizabeth "Betty" Hickman, de 21 anos (15 de maio).[12]
- 1937: Curly Howard casa-se com Elaine Ackerman dois meses depois de encontro (7 de junho).[13] Nasce John Jacob, filho de Ted Healy e Betty Hickman, em Culver City, Califórnia (17 de dezembro).[14] Morre Ted Healy de ataque cardíaco em sua casa em Los Angeles (21 de dezembro).[15]
- 1940: Elaine Ackerman separa-se com Curly Howard três anos depois de casamento (11 de julho).[13]
- 1945: Curly Howard casa-se com Marion Marvin Buxbaum, a filha do dono de teatro, em Nova Iorque (17 de outubro).[13]
- 1946: Marion Marvin Buxbaum e Curly Howard se separam (14 de janeiro).[16] Curly Howard sofre um derrame durante a gravação da 97° comédia dos Three Stooges intitulada Half-Wits Holiday (6 de maio).[16]
- 1947: Curly Howard casa-se com Valerie Newman (31 de julho).[16] Shemp Howard volta a fazer parte do grupo para substituir Curly.[7]
- 1952: Morre Curly Howard em San Gabriel, Califórnia (18 de janeiro).
- 1955: Morre Shemp Howard em Hollywood, Califórnia (22 de novembro).[17]
- 1956: Joe Besser entra no grupo para substituir Shemp.[7][5]
- 1959: Joe Besser deixa o grupo e é substituído por Curly-Joe De Rita.[7]
- 1961: Johnny, filho de Larry Fine, morre em um acidente trágico de automóvel com a idade de 24 anos (17 de novembro).[18]
- 1975: Morre Larry Fine em Woodland Hills, Los Angeles, Califórnia (24 de janeiro).[19] Morre Moe Howard em Los Angeles, Califórnia (4 de maio).
- 1988: Joe Besser morre de insuficiência cardíaca em sua casa, em North Hollywood, Califórnia (1 de março).[20]
- 1993: Curly Joe DeRita morre de pneunomia em Woodland Hills, Califórnia (3 de julho).[21]